# Mikke makke marsepein
Mikke makke marsepein was een televisiemusical, uitgezonden door de NOS op 5 december 1978.
De Sinterklaasmusical was geregisseerd door Rinus Spoor. De tekst was van Jaap Molenaar, met muziek van Joop Stokkermans en Job Maarse. De liedjes werden gezongen door een kinderkoor onder leiding van Iet van der Velde. Het verhaal speelt zich af in Medemblik.

## Hoofdrollen
- Adrie van Oorschot - Sinterklaas
- Piet Römer - Hoofdpiet
- Wieteke van Dort - Vrouwtje Wiet
- Hans Otjes - Gerrit
- Henk van Montfoort - Bombardo

## Verhaallijn
De twee boeven Gerrit en Bombardo zijn blut en willen aan geld komen. Ze zijn van plan om van de Sint al zijn geld te stelen. 
Sinterklaas en Hoofdpiet lezen brieven en ook sommige kinderen vragen geld aan de goedheiligman. Als Vrouwtje Wiet bij de Sint op de thee is, vertrouwen Sinterklaas en Hoofdpiet haar en de kijker een geheim toe: de Sint heeft geen geld. Alle cadeautjes komen bij de Sint terecht door de staf. Met een spreuk en een tik komen de cadeautjes tevoorschijn. 
Als Boef Bombardo op zijn tuba speelt waardoor hij Sinterklaas, Hoofdpiet en Vrouwtje Wiet afleidt, steelt Gerrit de staf van de Sint. Als de boeven de staf gebruiken werkt het ze alleen maar tegen. Bombardo is bang voor witte muizen en laat die dieren toevallig tevoorschijn komen als het tweetal de staf gebruikt voor hun criminele plannen.
De Pieten gaan op zoek naar de staf en vinden deze bij het boevenduo. Sinterklaas straft Gerrit en Bombardo door ze de hele nacht te laten spelen op hun instrumenten. Zo wordt pakjesavond gered en krijgt elk kind alsnog op tijd zijn/haar cadeautje.